# Contato térmico
Em transferência de calor e termodinâmica, um sistema termodinâmico é dito estar em contato térmico com outro sistema se pode trocar energia com este através de calor, ou, noutros termos, diz-se que dois ou mais objetos estão em contato térmico, quando energia sob a forma de calor pode ser trocada entre eles.
Isolamento térmico perfeito é uma idealização devido a que sistemas reais estão sempre em contato térmico com seu ambiente em alguma extensão.
Quando dois corpos sólidos estão em contato, uma resistência à transferência de calor existe entre os corpos. O estudo da condução de calor entre dois corpos é chamado condutância térmica de contato (ou resistência térmica de contato).